# Chasing the Dragon (Epica)
Chasing the Dragon è un singolo del gruppo musicale olandese Epica, pubblicato il 27 giugno 2008 come secondo estratto dal terzo album in studio The Divine Conspiracy.

## Pubblicazione
Il singolo è stato pubblicato dalla Nuclear Blast in edizione 7" picture disc limitata a 500 copie e contiene una versione ridotta del brano e la reinterpretazione di Replica dei Fear Factory.

## Tracce
Lato A
1. Chasing the Dragon (Edit) – 3:50 (testo: Simone Simons, Mark Jansen – musica: Mark Jansen, Yves Huts, Ad Sluijter, Simone Simons)

Lato B
1. Replica (Fear Factory Cover Song) – 4:10 (Burton C. Bell, Dino Cazares, Christian Olde Wolbers)